# Gymnázium Benešov
Gymnázium Benešov je všeobecné gymnázium, které stojí ve středočeském městě Benešov. Školu navštěvuje zhruba 550 studentů ve dvou typech studia, a to ve čtyřletém a osmiletém. Založeno bylo v roce 1703.

## Historie
Historie gymnázia sahá až do roku 1703, kdy byla otevřena piaristická kolej v Benešově, vyučování započalo školním rokem 1706/1707, otevřena byla základní škola i první ročníky gymnázia. V roce 1710 byla dokončena stavba kostela svaté Anny, kde gymnázium působilo až do roku 1907.
Gymnázium však fungovalo s několika přestávkami. V roce 1778 bylo školskou reformou zrušeno a nahrazeno čtyřtřídní hlavní školou. Zrušení se setkalo s nevolí obyvatelstva, pro jeho obnovu se lidé vyjadřovali i v peticích. Jejich žádost byla vyslyšena až o několik desítek let později – činnost gymnázia byla obnovena od roku 1804 (nižší gymnázium), v roce 1819 bylo zřízeno i vyšší gymnázium. Kvůli finančním problémům se benešovské gymnázium znovu uzavřelo, tentokrát v roce 1832. Opětovně otevřeno bylo až v roce 1857 (nižší gymnázium), v roce 1897 došlo i k obnově vyššího. Dne 1. září 1903 bylo gymnázium zestátněno.
Dne 18. září 1907 byla otevřena nová budova gymnázia, ve které škola působí až na výjimky (během první i druhé světové války byla škola přesunuta do budovy dívčí školy na Karlově) dodnes. V roce 1926 se gymnázium změnilo na reálné. Školské reformy komunistické vlády v druhé polovině 20. století chod gymnázia značně ovlivnily. Po sametové revoluci byly otevřeny nové třídy, v roce 2002 se zřizovatelem školy stal Středočeský kraj.

## Budova školy

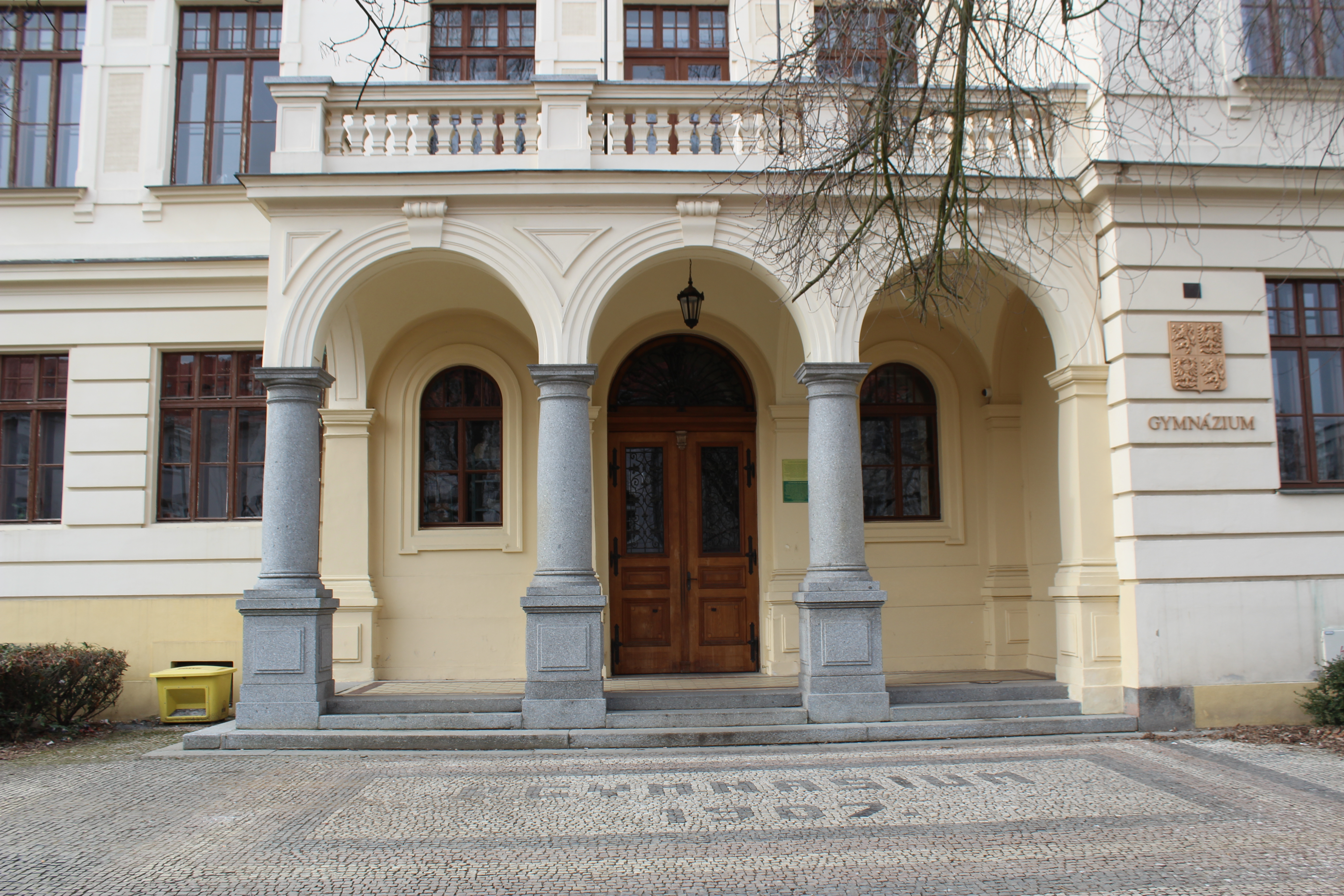
Hlavní vchod

Novorenesanční budova, v níž gymnázium v současnosti sídlí, byla postavena v letech 1905–1907, jejím architektem byl inženýr Karel Donda. V roce 1912 byla slavnostně vysvěcena školní kaple sv. Prokopa s apsidou, užívaná současně jako školní aula. Autorem její malířské výzdoby byl malíř František Urban. Světitelem kaple byl strahovský opat Metod Zavoral, někdejší žák benešovského gymnázia.
Objekt v letech 1943–1945 zabrala německá vojska SS, budova byla po jejich odchodu značně zdevastovaná a musela být částečně zrekonstruována. Další rekonstrukcí pak stavba prošla v 80. letech 20. století, v letech 1997–1998 a také v letech 2002–2003, kdy byl rovněž zrenovován přilehlý park. V roce 2007 byla pak zrekonstruována školní aula a zrestaurovány i tamější malby. Budova gymnázia je majetkem města Benešov.

## Současnost
Škola je vybavena výpočetní technikou, knihovnou, školním hřištěm, multimediálními učebnami, třemi tělocvičnami, jazykovými učebnami či keramickou dílnou. Ve škole také funguje pěvecký sbor.

## Partnerské školy
- Statsskole, Åbenrå, Dánsko
- Bundesrealgymnasium 16, Vídeň, Rakousko

## Lidé

### Ředitelé školy
Ředitelé školy od roku 1819:
- Reinhold Částek (1819–1832)
- Roman Ježovský (1857–1864)
- Alexandr Nilz (1864–1868)
- Ambroz Malý (1869–1875)
- Norbert Diviš (1875–1889)
- Josef Roman Kůrka (1889–1907)
- Rudolf Jedlička (1908–1926)
- Antonín Dvořák (1926–1933)
- Otakar Formánek (1933–1938)
- Stanislav Dvořák (1938–1941, 1945–1948)
- Josef Farka (1941–1942)
- Vojtěch Jelen (1942–1943)
- Beno Zachar (1942, 1943–1945)
- Stanislav Maralík (1948)
- Josef Jirko (1948–1950)
- František Studnička (1950–1953)
- Václav Sístek (1953–1966)
- Zdeněk Zahradníček st. (1966–1972)
- Jan Votava (1972–1985)
- Jan Voříšek (1985–1990)
- Zdeněk Zahradníček ml. (1990–2014)
- Roman Hronek (od 2014)

### Významní studenti
- Josef Jaroslav Schaller (1738–1809), zakladatel historické topografie
- Josef Javůrek (1741–1820), hudební skladatel
- Karel Nový (1890–1980), spisovatel, novinář
- Vladislav Vančura (1891–1942), spisovatel, dramatik, filmový režisér
- Václav Zítek (1932–2011), operní pěvec
- Vladimír Pičman (* 1935), básník, redaktor, překladatel
- Josef Topol (1935–2015), básník, dramatik, překladatel
- Václav Jehlička (* 1948), český politik, senátor a ministr kultury ČR (2007–2009)
- Michal Viewegh (* 1962), spisovatel
- Petr Kubín (* 1967), historik, hagiograf, profesor KTF UK
- Lenka Szántó (* 1981), scenáristka, producentka, novinářka